# Elliott Levin
Elliott Shalom Levin (* 23. Oktober 1953 in Philadelphia) ist ein US-amerikanischer Jazzmusiker (Flöte, Saxophone), der sich auch als Lyriker betätigte.

## Leben und Wirken
Levin wuchs in Philadelphia auf und studierte Musik und kreatives Schreiben an der University of Oregon. Daneben hatte er Privatunterricht bei Michael Guera, einen früheren Saxophonisten des Philadelphia Orchestra, und bei Claire Polin auf der Flöte. Er spielte zunächst Saxophon bei Harold Melvin & the Blue Notes, The Sound of Philadelphia, Odean Popes' Saxophone Choir, Tyrone Hill und Jamaaladeen Tacuma. In den 1990er-Jahren spielte er in den Ensembles von Cecil Taylor, wie Phthongas und Unit Core Ensemble (Live in Berlin) sowie bei Alan Silva & The Sound Visions Orchestra, in den 2000er-Jahren u. a. auch mit Don Preston, Jair-Rôhm Parker Wells, Grant Calvin Weston und Bobby Zankel. 1997 nahm er mit Akira Andō, Dominic Duval und Denis Charles sein Debütalbum  The Motion of Emotion (CIMP) auf, gefolgt von A Fine Intensity (1999), mit einem Quartett, das er mit Tyrone Hill leitete. Im Bereich des Jazz listet ihn Tom Lord zwischen 1978 und 2021 mit 44 Aufnahmesessions. Zu hören ist er auch auf John Blums Album Deep Space (Astral Spirits, 2024).
Außerdem arbeitete Levin mit Lyrikern wie Miguel Algarin, Gloria Tropp, Mbali Umoja, Marty Watt und Frank Messina. Levin selbst legte eine Reihe von Lyrik-Werken vor, die auch in Zeitschriften und Anthologien wie L.A. Weekly, Blue Beat Jacket, The Painted Word, Po' Fly, Vital Pulse und Poets and Prophets veröffentlicht wurden. Levin wurde mehrfach mit Preisen des New American Radio in New York, The City of Los Angeles Cultural Affairs Department, des Pennsylvania Council for the Arts und des California Endowment for the Humanities ausgezeichnet.

## Diskographische Hinweise
- Elliott Levin 4tet: The Motion of Emotion (CIMP, 1998)
- Tyrone Hill & Elliott Levin Quartet: Soul-Etude (CIMP, 1999), mit Tyrone Hill, Howard Cooper, Ed Watkins
- Robert W. Getz / Elliott Levin: Sassafras Hello (Idyll Hands Recordings, 2002)
- Elliott Levin: Opportunities & Advantages (CIMP, 2003), mit Tyrone Hill, Marshall Allen, Howard Cooper, Ed Watkins
- Scott R. Looney, weasel Walter, Damon Smith, Elliott Levin: Summer Rise/Summer Set . . . Summaries (2008)
- Elliott Levin & Seesaw Ensemble: Elliott Levin Meets the Seesaw Ensemble (Porter Records, 2009), mit Zuri Waters, Manny Vega, David Hurley, Preston Swirnoff
- Marshall Allen / Elliott Levin: The Immeasurable Equation (Ruby Flower, 2018)